# Methona confusa
Espèce
Methona confusa est une espèce d'insectes lépidoptères (papillons) de la famille des Nymphalidae, de la sous-famille des Danainae et du genre Methona.

## Dénomination
Methona confusa a été décrit par le zoologiste britannique Arthur Gardiner Butler en 1873.

### Sous-espèces
- Methona confusa confusa ; présent au Brésil
- Methona confusa psamathe Godman & Salvin, 1898 ; présent en Équateur et au Pérou
- Methona confusa ssp ; présent au Panama
- Methona confusa ssp ; présent au Panama[1]

### Noms vernaculaires
Methona confusa se nomme Giant Glasswing en anglais.

## Description

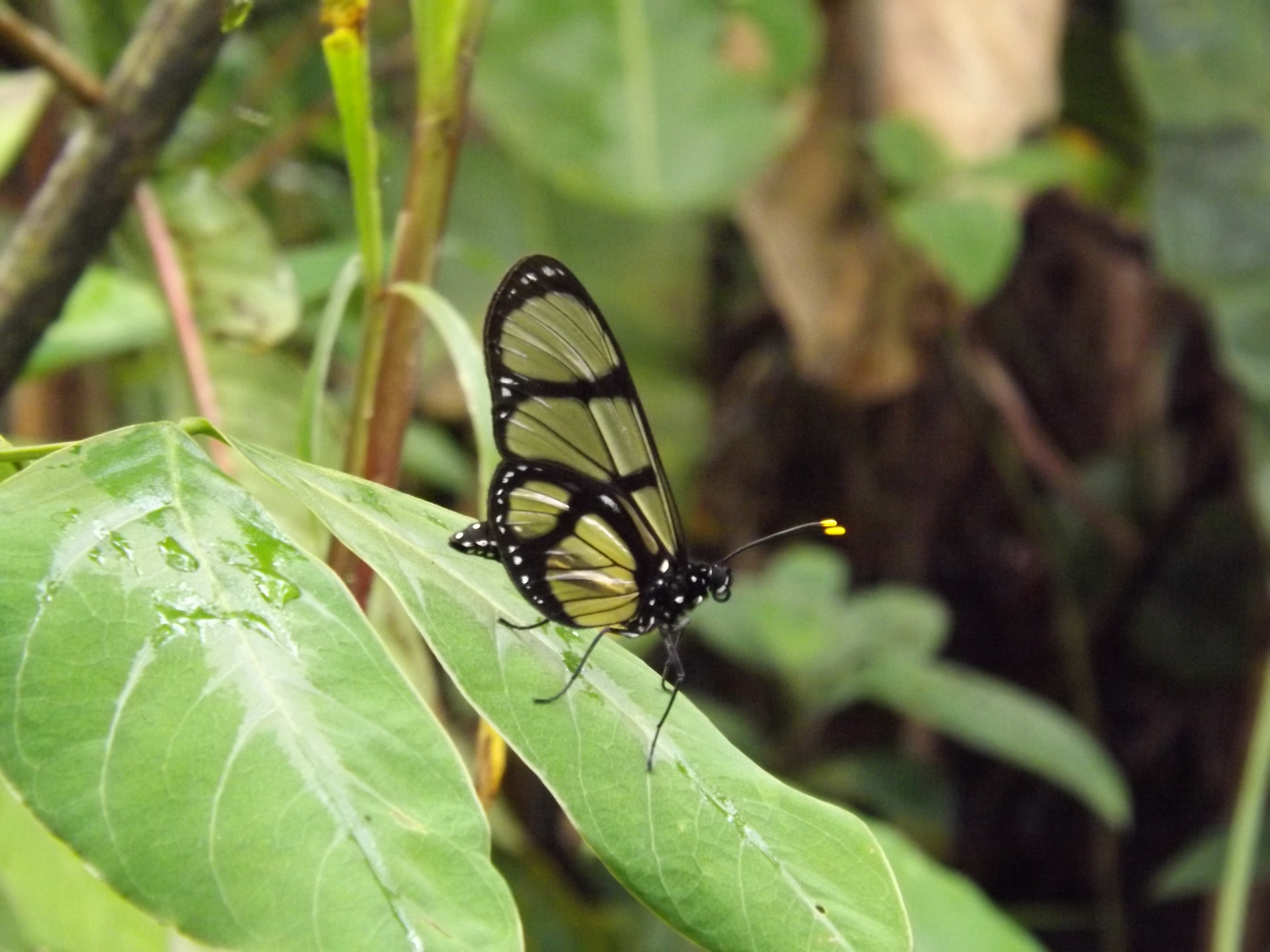
Methona confusa dans la province de Pastaza, en Équateur.

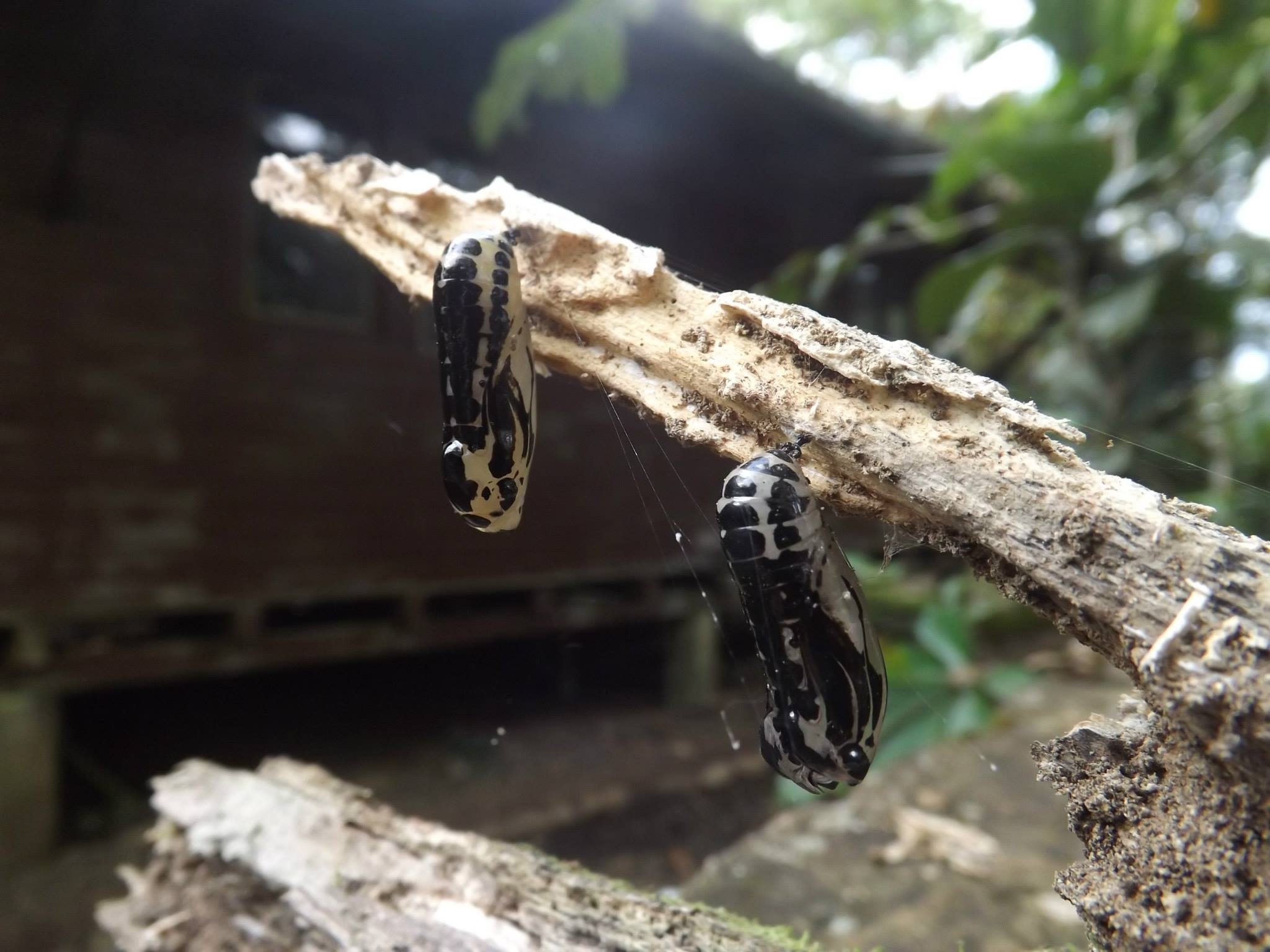
Chrysalides de Methona confusa.

Methona confusa est un papillon au corps noir à lignes de points blancs, aux ailes transparentes à veines noires, bordure et séparations noires, d'une envergure de 72 mm à 80 mm. Les ailes antérieures à bord interne concave sont beaucoup plus longues que les ailes postérieures. Une ligne de points blancs bleutés orne la bordure de l'apex des ailes antérieures et le bord externe des ailes postérieures.

## Écologie et distribution
Methona confusa est présent au Panama, en Équateur, au Brésil et au Pérou.

### Habitat
Methona confusa réside dans la canopée et au bord des rivières en fin de saison sèche.

### Protection
Pas de statut de protection particulier.